# Mussurana bicolor
Mussurana bicolor — вид змій родини полозових (Colubridae). Мешкає в Південній Америці.

## Опис
Mussurana bicolor — змія середнього розміру, довжина якої (разом з хвостом) становить 99 см. У дорослих особин верхня частина тіла сіра або коричнева, а нижня частина тіла рогова. У молодих особин верхня частина тіла червонувата з чорною смугою по центру.

## Поширення і екологія
Mussurana bicolor мешкають на півдні Бразилії, в штатах Мату-Гросу, Мату-Гросу-ду-Сул і Ріу-Гранді-ду-Сул, на сході Болівії, в Парагваї і північній Аргентині. Вони живуть в рідколіссях і саванах Чако та на болотах Пантаналу.